# Église des Carmes de La Rochelle
L'église du couvent des Carmes est une ancienne église située à La Rochelle, dans le département français de la Charente-Maritime en région Nouvelle-Aquitaine.

## Historique
A la fin du XIIIe siècle, les Carmes s'installent à La Rochelle et font construire un monastère dans le quartier du Perrot. Sur ordre du roi, il est rasé afin de permettre la construction d'une citadelle en 1556.
Alors établis à l'hôpital Saint-Julien, les carmes doivent quitter la ville durant les guerres de Religion. De retour à La Rochelle en 1628, ils retrouvent leurs anciennes possession, devenues une place nue, et y font construire leur nouveau couvent entre 1645 et 1665 ainsi qu'une chapelle en 1676.
Devenu bien national en 1791, le couvent est employé comme entrepôt de douane à partir de 1808 puis par le marché au poisson en 1841. Le marché au poisson occupe d'en un premier temps le jardin seul, avant d'occuper également le cloître et la chapelle à la suite du transfert des douanes dans l'église Saint-Nicolas en 1887. Le marché est en grande partie reconstruit, sur les plans de l'architecte Corbineau, ne conservant de l'ancien couvent seulement la façade de la chapelle et les arcades du cloître.
Des pierres sculptées provenant de la chapelle sont déposées dans le jardin du musée d'Orbigny Bernon et des monuments funéraires à la bibliothèque municipale.
Les bâtiments accueillent aujourd'hui La Coursive.
L'immeuble est inscrite au titre des monuments historiques par arrêté du 23 février 1925.

## Galerie

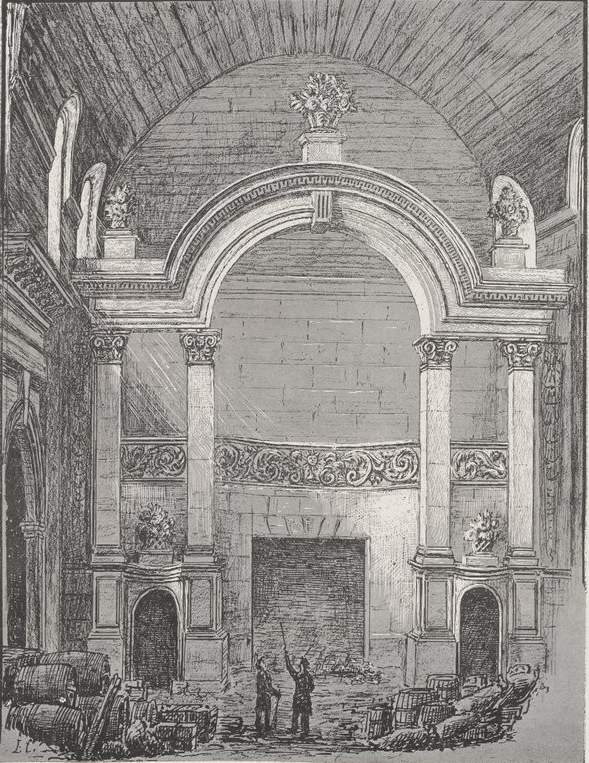
Chapelle des Carmes, selon Émile Couneau dans La Rochelle disparue.
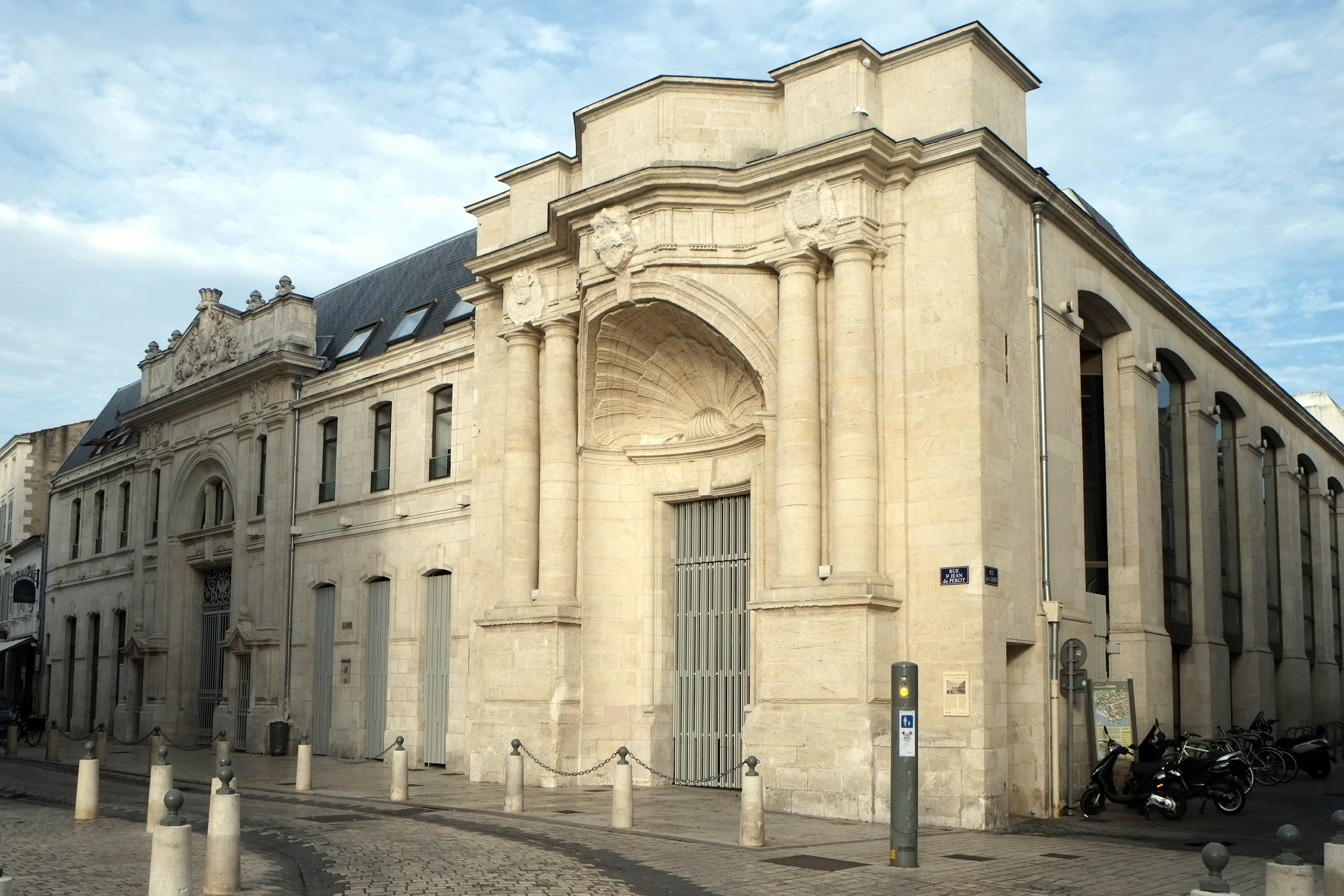
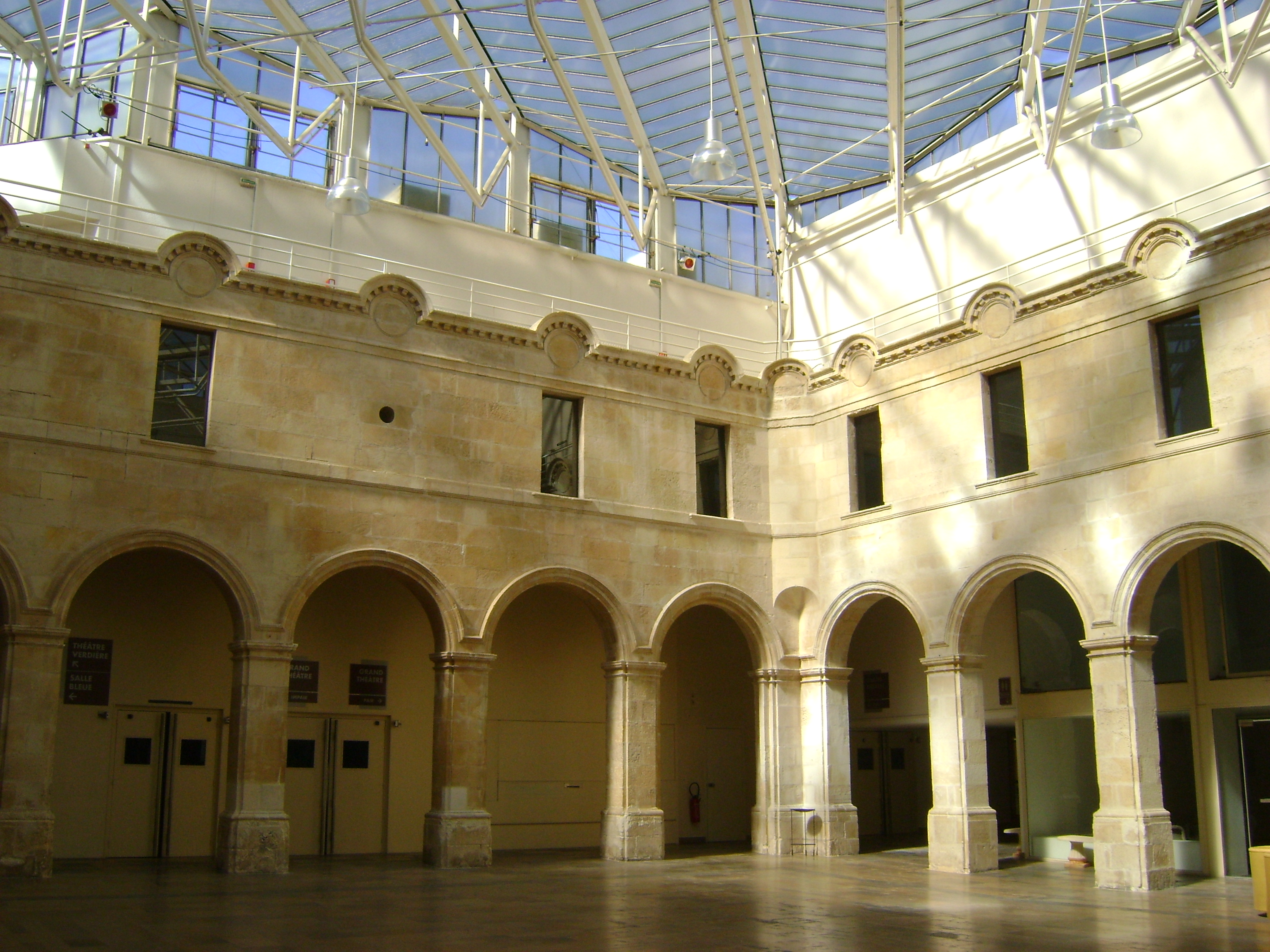